# Changhe Ideal
Changhe Ideal — городской автомобиль, выпускавшийся с 2003 по 2016 год совместным предприятием Jiangxi Changhe Suzuki Automobile Company компаний Changhe и Suzuki. В Бразилии автомобиль назывался Effa M100, в Уругвае — Effa Ideal, а в Италии — Martin Motors Ideal 1000.

## Описание
Changhe Ideal был разработан компанией Bertone. Он оснащался 1,1-литровым бензиновым двигателем и имел такие функции безопасности, как антиблокировочная система и подушки безопасности. В 2006 году автомобиль прошёл фейслифтинг.
В 2009—2010 годах автомобиль поставлялся в Колумбию, в основном, в качестве такси.

## NICE Ze-O
В 2008 году на Британском международном автосалоне компания NICE Car Company представила электромобиль NICE Ze-O на базе Changhe Ideal, однако он не был запущен в серийное производство. Вскоре после этого компания NICE перешла под внешнее управление и была приобретена компанией Aixam-Mega.

## Галерея

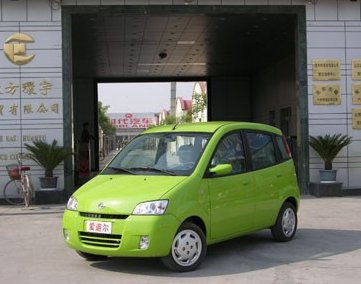
Changhe Ideal I (вид спереди)
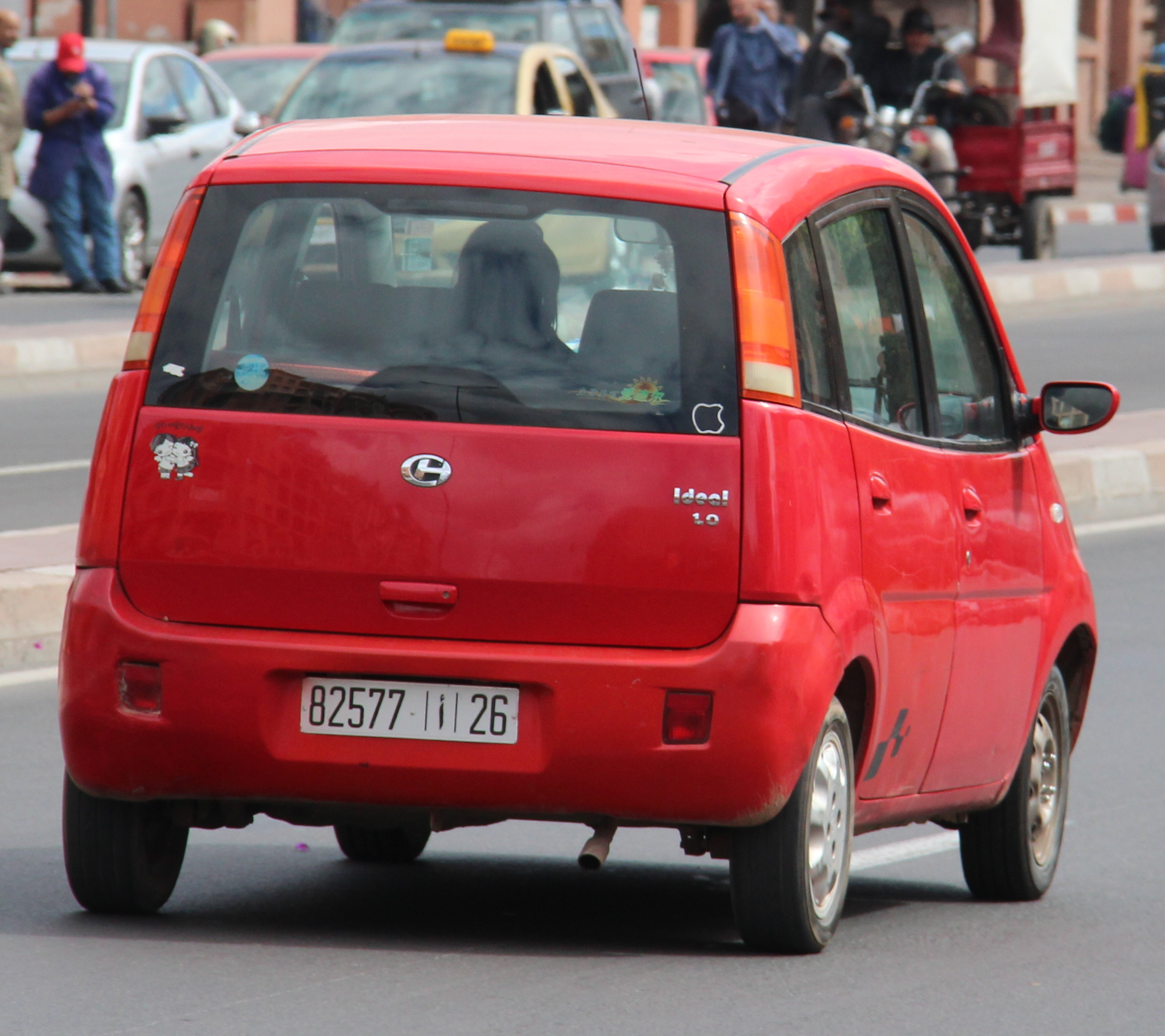
Changhe Ideal I (вид сзади)
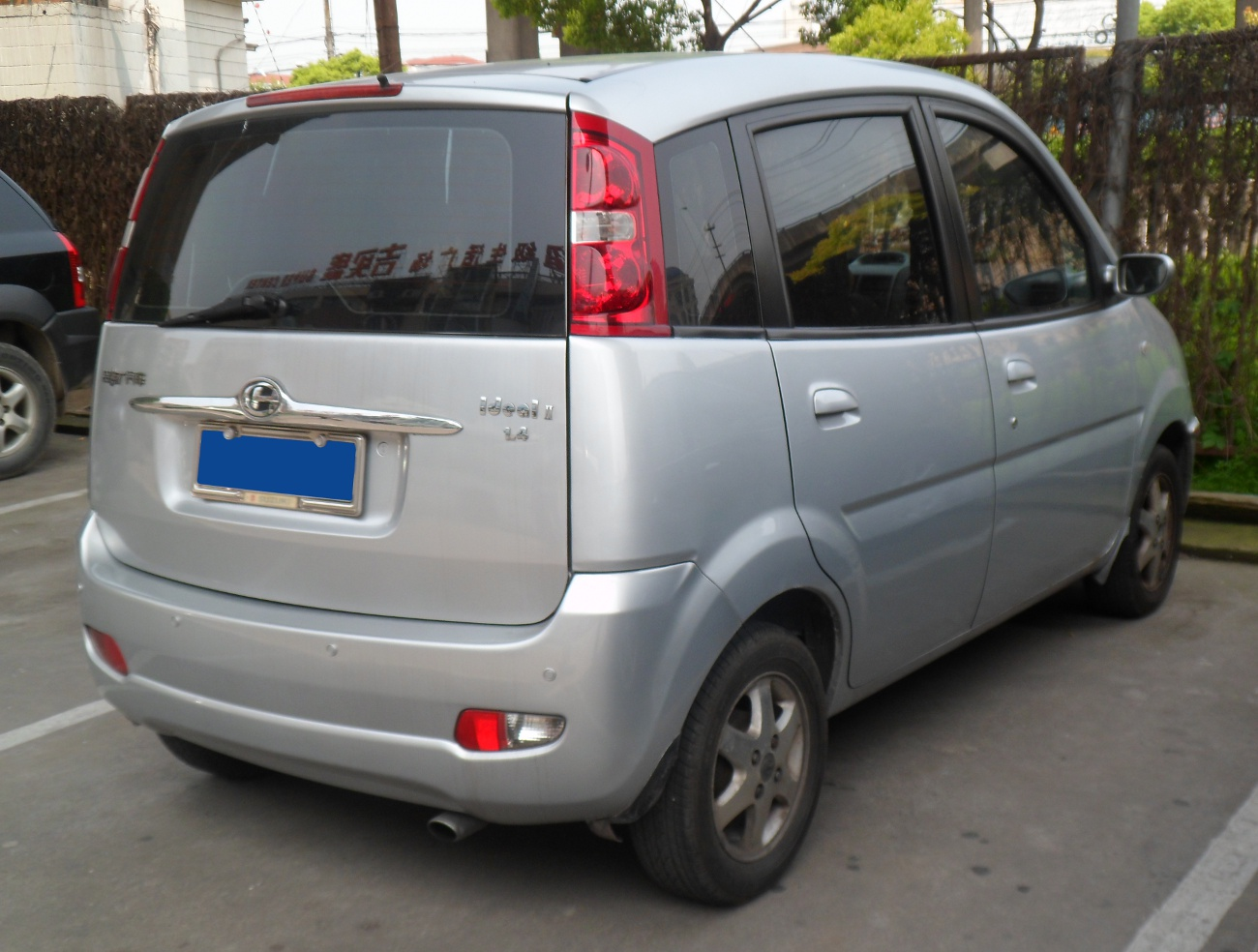
Changhe Ideal II (вид сзади)